# Mesrop-Maschtoz-Denkmal

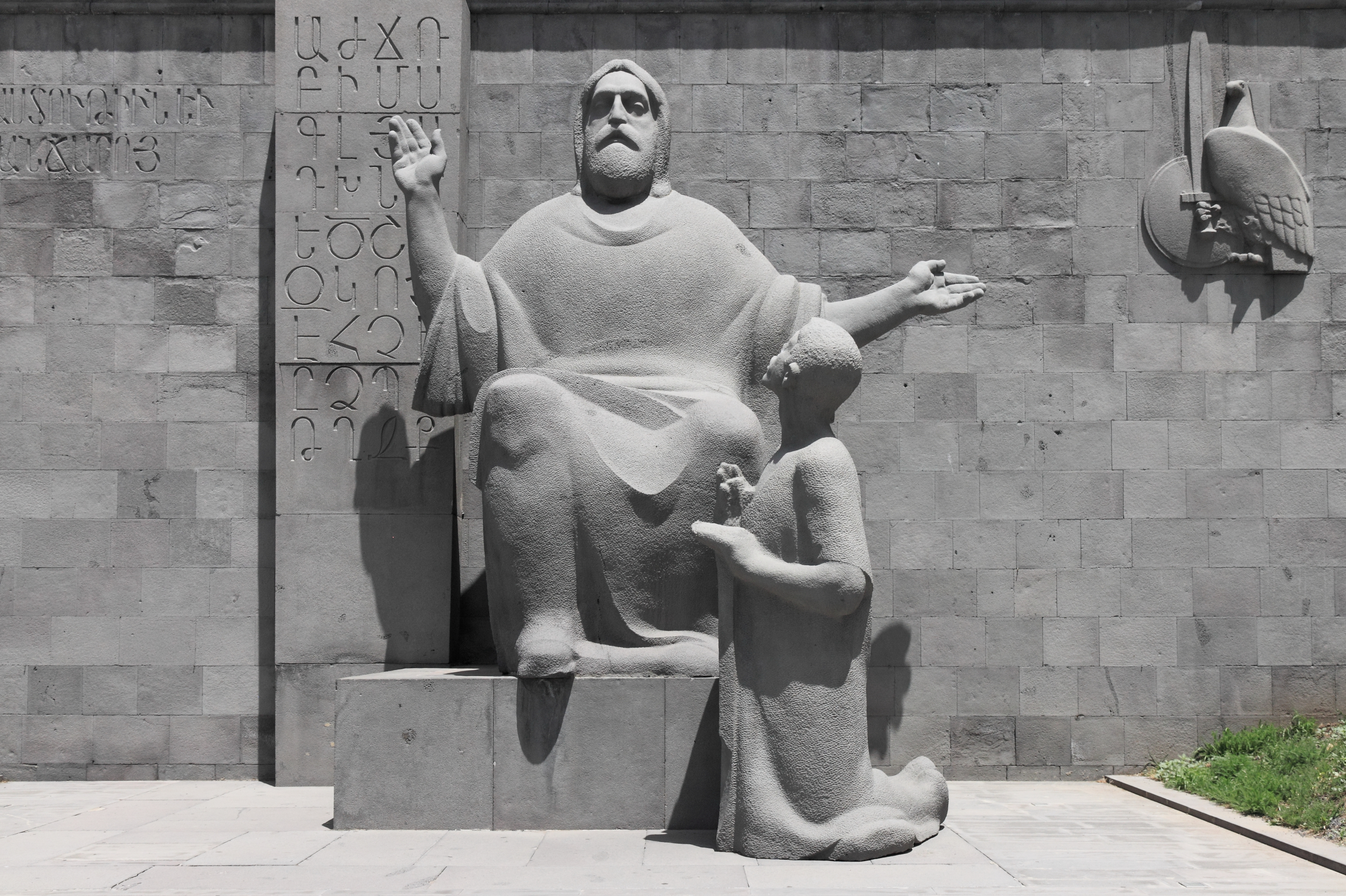
Mesrop-Maschtoz-Denkmal (G. Tschubarjan, 1961; 2014)

Das Mesrop-Maschtoz-Denkmal ist ein Denkmal in der armenischen Hauptstadt Jerewan und befindet sich vor dem Hauptzugang der Matenadaran-Staatsbibliothek für alte armenische Literatur und Schriften.
Das Denkmal entstand im Zusammenhang mit der Gründung der Staatsbibliothek im Jahr 1962 und ist dem Heiligen Mesrop Maschtoz gewidmet, dem Entwickler des Armenischen Alphabets. Das Denkmal zeigt den Heiligen als älteren Mann und Lehrer mit Koriwn, einem seiner jugendlichen Schüler, sowie einer angedeuteten Tafel mit den Schriftzeichen des armenischen Alphabets.